# IC 927
IC 927 ist eine Spiralgalaxie vom Hubble-Typ Sa im Sternbild Jungfrau  nördlich der Ekliptik. Sie ist schätzungsweise 363 Millionen Lichtjahre von der Milchstraße entfernt und hat einen Durchmesser von etwa 75.000 Lichtjahren.
Im selben Himmelsareal befinden sich unter anderem die Galaxien IC 920 und IC 924.
Das Objekt wurde am 17. April 1889 von dem US-amerikanischen Astronomen Sherburne Wesley Burnham entdeckt.